# Man vs. Machine
 (février 2024).
Si vous disposez d'ouvrages ou d'articles de référence ou si vous connaissez des sites web de qualité traitant du thème abordé ici, merci de compléter l'article en donnant les références utiles à sa vérifiabilité et en les liant à la section « Notes et références ».
Albums de Xzibit
Restless
(2000) Appetite for Destruction
(2004)
Singles
1. Multiply
Sortie : 2002
2. Choke Me, Spank Me (Pull My Hair)
Sortie : 2002
3. My Name
Sortie : 2002
4. Symphony in X Major
Sortie : 2002

Man vs. Machine est le quatrième album studio de Xzibit, sorti le 1er octobre 2002 .

## Liste des titres
| No  | Titre                                                  | Contient un (des) sample(s) de                           | Durée |
| --- | ------------------------------------------------------ | -------------------------------------------------------- | ----- |
| 1.  | Release Date                                           |                                                          | 4:06  |
| 2.  | Symphony In X Major (featuring Dr. Dre)                |                                                          | 3:55  |
| 3.  | Multiply (featuring Nate Dogg)                         |                                                          | 4:08  |
| 4.  | Break Yourself                                         |                                                          | 3:11  |
| 5.  | Heart of Man                                           | Africa de Toto                                           | 4:08  |
| 6.  | Harder (featuring The Golden State Project)            |                                                          | 4:10  |
| 7.  | Paul (Interlude)                                       |                                                          | 0:27  |
| 8.  | Choke Me, Spank Me (Pull My Hair)                      |                                                          | 3:28  |
| 9.  | Losin' Your Mind (featuring Snoop Dogg)                |                                                          | 4:16  |
| 10. | BK to LA (featuring M.O.P.)                            |                                                          | 4:57  |
| 11. | My Name (featuring Eminem & Nate Dogg)                 | Ether de Nas Say What You Say d'Eminem featuring Dr. Dre | 4:32  |
| 12. | The Gambler (featuring Anthony Hamilton)               |                                                          | 4:55  |
| 13. | Missin' U (featuring Andre « Dre Boogie » Wilson)      |                                                          | 5:22  |
| 14. | Right On                                               |                                                          | 3:29  |
| 15. | Bitch Ass Niggas (Interlude) (featuring Eddie Griffin) |                                                          | 1:43  |
| 16. | Enemies                                                |                                                          | 5:00  |

| 17. | My Life, My World (featuring Traci Nelson) |               | 3:49 |
| 18. | What a Mess                                | Labels de GZA | 3:32 |
| 19. | (Hit U) Where It Hurts                     |               | 2:59 |